# Hanspeter Uster

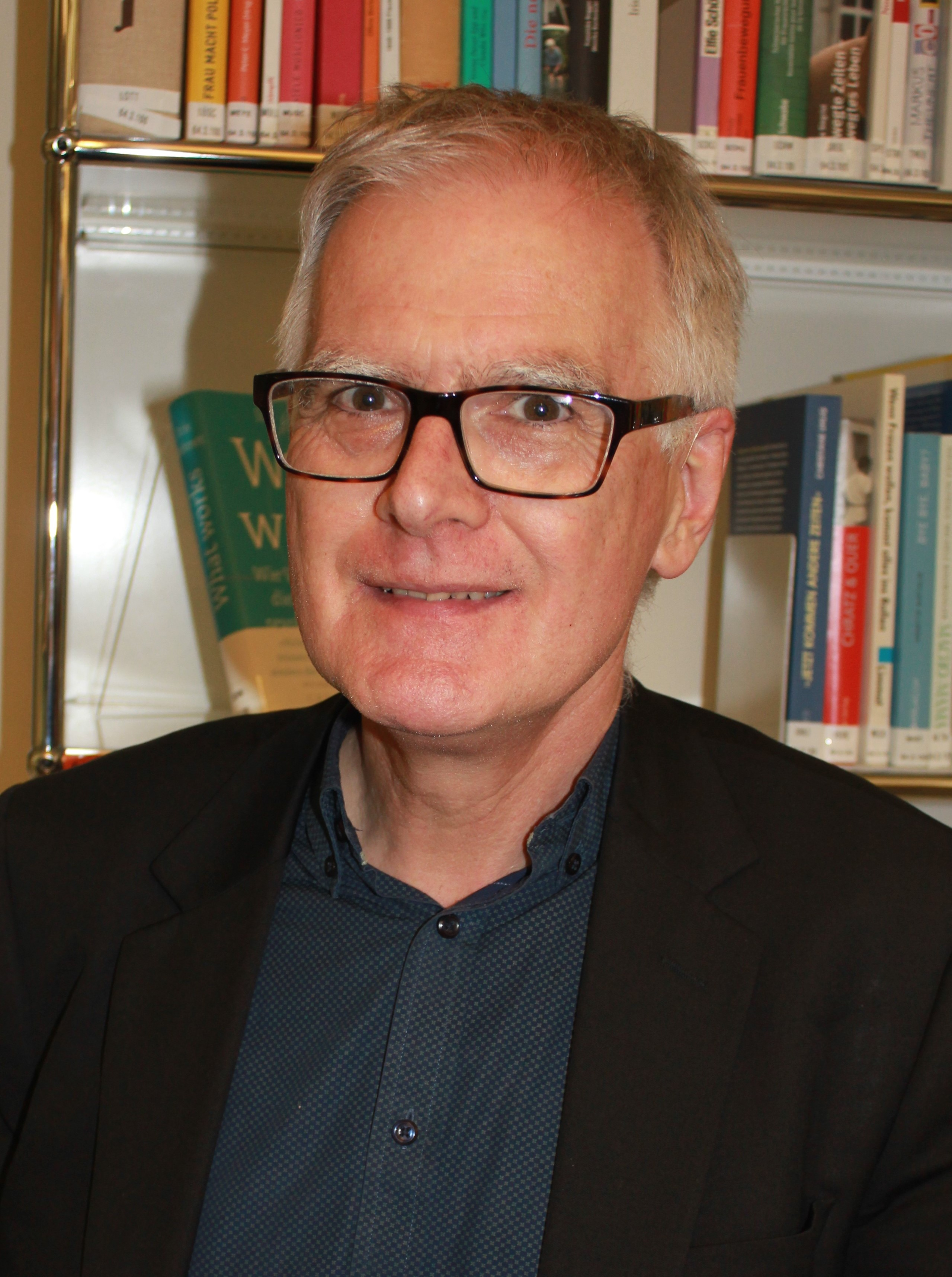
Hanspeter Uster (2018)

Hanspeter Uster (* 8. Februar 1958 in Baar; heimatberechtigt ebenda) ist ein Schweizer Politiker (Grüne).

## Biografie
Aufgewachsen in Baar, studierte er 1977 bis 1982 Rechtswissenschaften an den Universitäten Genf und Zürich und schloss mit Lizenziat ab. Nach einem Gerichtspraktikum von 1983 bis 1985 erlangte er das Anwalts- und Notariatspatent des Kantons Zug. Bis 1990 war er in Zürich und Zug als Anwalt und auch in der Rechtsauskunft Anwaltskollektiv tätig.
Seine politische Laufbahn startete er 1975. Er war in einer Schülerbewegung der Kantonsschule, der trotzkistischen Revolutionär-Marxistischen Liga (RML) und ab 1980 in deren Nachfolgeorganisation, der Sozialistischen Arbeiterpartei (SAP) aktiv. 1986 war er ein Gründungsmitglied der Sozialistischen Grünen Alternative.
Von 1986 bis 1990 war er im Kantonsrat. Am 11. November 1990 wurde er in den Regierungsrat gewählt und amtierte als Justiz- und Polizeidirektor. Beim Zuger Attentat im Jahr 2001 wurde er schwer verletzt. Im Jahr 2006 trat er zurück und ist seither in verschiedenen Gremien aktiv. So wurde er z. B. von der Bundesversammlung in die Aufsichtsbehörde über die Bundesanwaltschaft (AB-BA) gewählt, ab 2013 als Mitglied und 2019/2020 als deren Präsident.